# 64 Pomorski Pułk Strzelców Murmańskich
64 Pomorski Pułk Strzelców Murmańskich (64 pp) – oddział piechoty Armii Wielkopolskiej i Wojska Polskiego w II Rzeczypospolitej.
Latem 1919 w składzie Dywizji Strzelców Pomorskich zorganizowany został Grudziądzki pułk strzelców. 
W marcu 1920 pułk został przemianowany na 64 Grudziądzki pułk piechoty.
W okresie międzywojennym pułk stacjonował w Grudziądzu i wchodził w skład 16 Pomorskiej Dywizji Piechoty. 
W 1938 pułk przyjął nazwę 64 Pomorskiego Pułku Strzelców Murmańskich.
W kampanii wrześniowej walczył w składzie macierzystej dywizji, w ramach Grupy Operacyjnej „Wschód” Armii „Pomorze”.

## Formowanie Grudziądzkiego pułku strzelców
W czasie powstania wielkopolskiego, na wyzwolonych spod władzy niemieckiej terenach zaczęły się tworzyć nowe polskie oddziały wojskowe, a wśród nich 4 Dywizja Strzelców Wielkopolskich, której żołnierze pochodzili z terenów Pomorza. 16 sierpnia 1919 jej zawiązki otrzymały nową nazwę: Dywizja Strzelców Pomorskich. Ponieważ duża liczba żołnierzy pochodziła z rejonu Grudziądza, powołano dla nich do życia Grudziądzki Pułk Strzelców, z dowódcą por. Ludwikiem Bociańskim na czele. 
W koszarach w Inowrocławiu rozpoczęto formowanie sztabu pułku oraz I batalionu, a także 1 kompanii strzeleckiej. Zalążki wydzielił Toruński pułk strzelców. Łączny stan osobowy pułku początkowo wynosił tylko dwóch oficerów i 266 podoficerów oraz szeregowych, niedługo potem jednak skompletowano cały batalion, który przeniesiono do Poznania, do wygodniejszych i większych koszar. Rozpoczęto też organizowanie II batalionu. 11 listopada 1919 pułk liczył już 17 oficerów oraz 1056 podoficerów i szeregowych. Posiadali oni jeszcze mundury wzoru niemieckiego, ale za to noszono czapki rogatywki z polskimi orzełkami oraz dystynkcjami Wojsk Wielkopolskich. Żołnierze Grudziądzkiego Pułku Strzelców nosili na kołnierzach kurtek mundurowych i płaszczy wizerunek herbu dawnego województwa malborskiego, który przedstawiał czerwonego orła na złotej tarczy, zwróconego głową w prawo, z koroną na szyi. Zza prawego skrzydła ptaka wyłaniała się opancerzona ręka rycerza, która trzymała nagi, biały miecz, trochę podobny do kaperskiego.
W styczniu 1920 batalion Murmańczyków (formacji, która powróciła z walk na Dalekiej Północy Rosji) wszedł w skład nowo sformowanej jednostki jako jego III batalion. 6 marca 1920 oddział przemianowany został na 64 Grudziądzki pułk piechoty, a Dywizja Strzelców Pomorskich na 16 Pomorską Dywizję Piechoty.

## Pułk w walce o granice

### Nad Dnieprem
15 kwietnia 1920 pułk otrzymał rozkaz pogotowia bojowego. 
1 maja załadowany został na transporty kolejowe i wyjechał do Kalinkowicz do dyspozycji dowódcy 4 Armii, generała Stanisława Szeptyckiego.
6 maja został podporządkowany dowódcy 9 Dywizji Piechoty płk. Władysławowi Sikorskiemu. Jego zadaniem było wzmocnienie Grupy Poleskiej nacierającej na Rzeczycę.
W tym czasie oddziały Wojska Polskiego docierały już do Dniepru. 7 maja opanowano Kijów. 11 maja dwa bataliony grudziądzkiego pułku doszły do Dniepru, opanowały nietknięty most kolejowy i uchwyciły przyczółek na wschodnim brzegu rzeki. 
Był to „chrzest bojowy” pomorskich żołnierzy. Przez kolejne dni odpierano nieprzyjacielskie kontrataki.
Armia Czerwona przeszła na tym odcinku kontrofensywy. Groźna sytuacja zaistniała nad Berezyną, koło Borysowa, gdzie doszło do przerwania frontu. W powstałą lukę wprowadzono między innymi dwa bataliony ściągnięte z przyczółka. Po trzech tygodniach walk wyparto nieprzyjaciela za Berezynę. Jednak poniesione straty były znaczne. 
9 czerwca bataliony zluzowano i skierowano transportem kolejowym ponownie do Rzeczycy. W międzyczasie III batalion wraz z innymi pododdziałami brał udział w odrzuceniu zagonu sowieckiego w rejonie Czarnobyla.

### Pułk w działaniach odwrotowych
Na przyczółku w rejonie Rzeczycy pułk pozostawał do 18 czerwca.
W związku z przerwaniem polskiego frontu na Ukrainie przez 1 Armię Konną Siemiona Budionnego, Naczelne Dowództwo Wojska Polskiego zarządziło generalny odwrót znad Dniepru. 18 czerwca odwrót rozpoczęła Grupa Poleska gen. Sikorskiego.
W nocy z 18 na 19 czerwca pułk wysadził utrzymywany przez pięć tygodni most na Dnieprze i cofał się wzdłuż linii kolejowej Rzeczyca–Kalinkowicze–Pińsk–Kobryń–Brześć.
27 czerwca pułk przeszedł do obrony odcinka frontu Nachów – Zamoście. Nocą z 27 na 28 czerwca, przeprowadzone lasami przez miejscowych przewodników, oddziały sowieckie przeniknęły przez polska obronę na styku 64. i 35 pułku piechoty i do świtu wyszły na tyły I batalionu 64 pułku piechoty ppor. Pawła Błaszkowskiego. Sowieci opanowali także  Nachów.
Dowódca polskiego batalionu zostawił na stanowiskach obronnych dwie swoje kompanie wzmocnione bronią maszynową, a sam na czele dwóch pozostałych uderzył na czerwonoarmistów. Polacy kilkakrotnie szturmowali „na bagnety”. Ciężko ranny dowódca batalionu nie pozwolił wynieść się z pola bitwy i kierował do końca walką swoich pododdziałów. Po nadejściu odwodowych kompanii II/ 64 pułku piechoty odzyskano Nachów i zmuszono Sowietów do odwrotu.
W ciągu sześciu tygodni walk stawiał opór na kolejnych rubieżach opóźniania.
30 lipca przemęczony i zdziesiątkowany pułk dotarł do twierdzy brzeskiej. 1 sierpnia skierowano pomorskie bataliony do obrony zachodniego brzegu Bugu, w rejonie linii kolejowej i stacji Terespol. 5 sierpnia 64 pułk piechoty został wyparty ze swoich pozycji. W tym samym czasie Armia Czerwona osiągała Ostrołękę, Małkinię, Sokołów Podlaski i Janów.

### Pułk w Bitwie Warszawskiej
6 sierpnia  Naczelny Wódz, marszałek Józef Piłsudski podjął decyzję o przeprowadzeniu zwrotu zaczepnego znad Wieprza i stoczenia walnej bitwy na przedpolach Warszawy. W tym celu rozpoczęto koncentrację jednostek, które miały wejść w skład grupy uderzeniowej, a także przegrupowywano oddziały mające bronić samej Warszawy i osłaniać tę obronę od północy.
16 Dywizja Piechoty przeznaczona została do grupy uderzeniowej.
64 pułk piechoty  został wycofany z frontu i przewieziony koleją do Łukowa. Potem marszem pieszym przybył do rejonu koncentracji i rozlokował się Mejznerzynie. Tu odpoczywał i pobierał zaopatrzenie.
Rano 16 sierpnia ruszyła polska ofensywa znad Wieprza. 64 pułk piechoty otrzymał zadanie opanować Żelechów i dalej wyjść na główną oś zaopatrzeniową Armii Czerwonej Warszawa–Siedlce. Zaskoczony przeciwnik nie stawiał większego oporu. Po wykonaniu zadania bliższego, 19 sierpnia wkroczono do Węgrowa i opanowano Czyżew. Będąc permanentnym w pościgu przez Wysokie Mazowieckie do Łomży i w rejonie Jedwabna dotarł do granicy z Prusami Wschodnimi. 
W ciągu dziewięciu dni żołnierze przebyli przeszło dwieście pięćdziesiąt kilometrów. Wzięto do niewoli setki jeńców i dużo sprzętu wojskowego.

### Pułk w ofensywie jesiennej
Do 4 września pułk odpoczywał, początkowo w Łomży, a później w Ostrołęce. Następnie transportem kolejowym został przewieziony przewieziony do Białej Podlaskiej i skąd w składzie 16 Dywizji Piechoty wyruszył na front. 10 września walczył o Małoryty, a  trzy dni później zdobył Borki. 
W związku z nowym zadaniem dla 16 Dywizji Piechoty, 64 pułk piechoty otrzymał zadanie nacierać na pomocniczym kierunku uderzenia wzdłuż szosy Mokrany–Dywin. 
W tym celu utworzona została Grupa kpt. Ludwika Bociańskiego w składzie  I/64 pp, III/64 pp, kompania szturmowa IV batalionu i bateria artylerii.
14 września opanowano Borysówkę, Osę i Kletyszcze. Wieczorem „strzelcy grudziądzcy” podeszli Dywin.
Na tym kierunku kanału Dniepr—Bug broniły sowieckie 505. i 507. pułki strzelców. Po przygotowaniu ogniowym i kilkugodzinnej walce pododdziały grupy dowódcy 64 pułku opanowały miasteczko.
W ciągu nocy z powodzeniem odpierano kontrataki czerwonoarmistów. Również 16 września toczono ciężkie walki o Dywin. Dochodziło do starć „na bagnety”.
Dzięki umiejętnemu manewrowi i nocnemu natarciu cztery sowieckie pułki zostały wyparte i częściowo rozbite, a 14 września – dzień samodzielnego, chlubnego boju o Dywin stał się datą święta pułkowego.
Po tygodniu pułk wznowił natarcie przełamując linie słabej obrony nieprzyjacielskiej i 13 października  marszem ubezpieczonym dotarł do rejonu Nieświeża. Tutaj zakończył swój szlak bojowy.
W strefie przyfrontowej pozostawał jeszcze miesiąc. Najpierw pełnił służbę patrolową w rejonie Baranowicz, a potem Wołkowyska. 
22 listopada został załadowany na transporty kolejowe i powrócił do swoich koszar w Grudziądzu.

### Bilans walk
W czasie walk pułk wziął 1500 jeńców, zdobył 2 działa, 1 samolot, 8 ciężkich karabinów maszynowych, 1 łódź pancerną, 2000 karabinów ręcznych, 300 koni, 1000 wozów i podwód, 40 aparatów telefonicznych oraz duże ilości innego sprzętu wojennego i amunicji.
Za męstwo i zasługi odznaczono 34 żołnierzy pułku Krzyżem Srebrnym Orderu Wojskowego Virtuti Militari, a 92 Krzyżem Walecznych.
Na polu chwały pułk stracił 5 oficerów oraz 138 podoficerów i szeregowych. Co najmniej tyle samo żołnierzy umarło w szpitalach wskutek odniesionych ran, chorób zakaźnych, szczególnie w niewoli, albo przepadło bez wieści.

### Mapy walk pułku

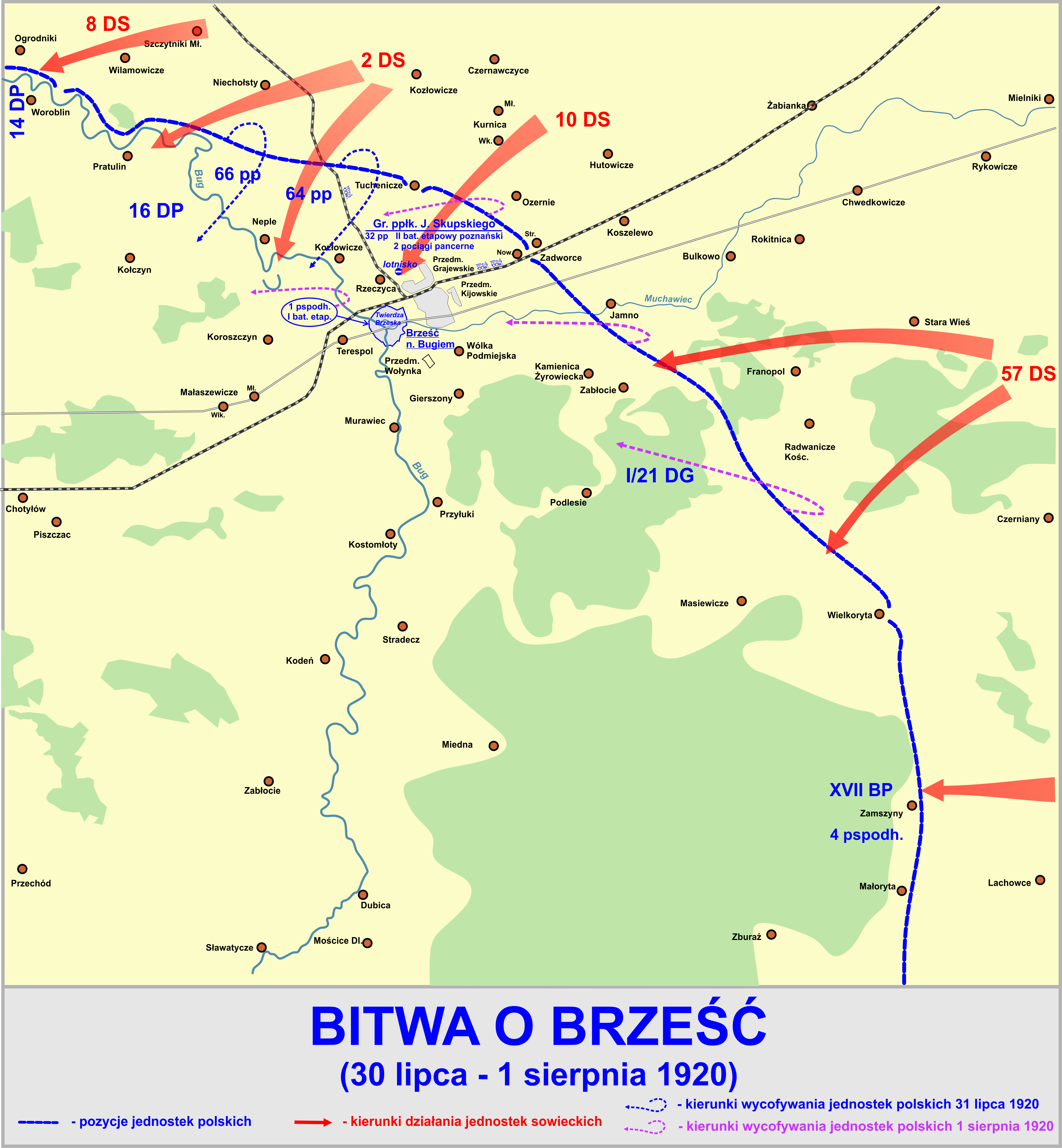
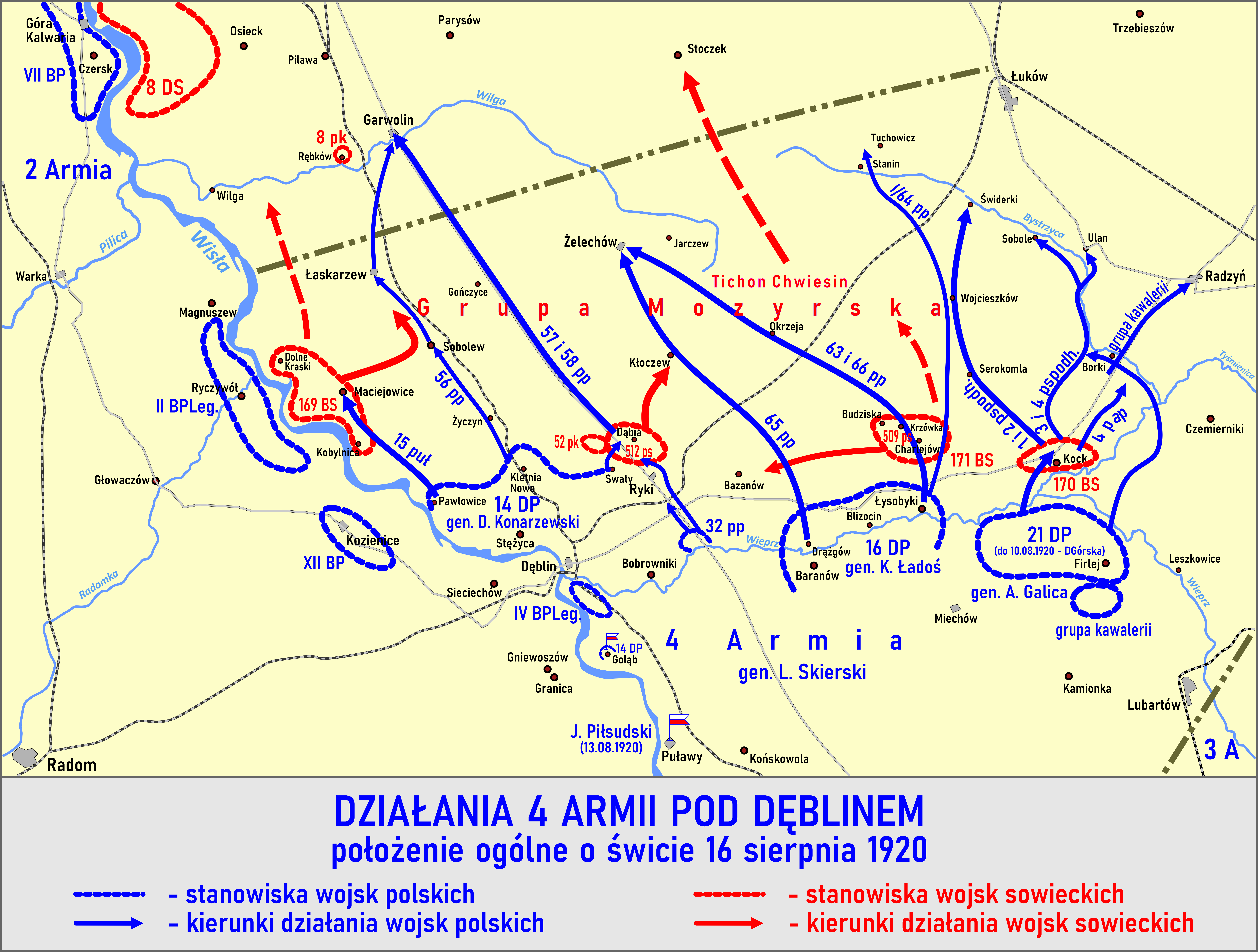
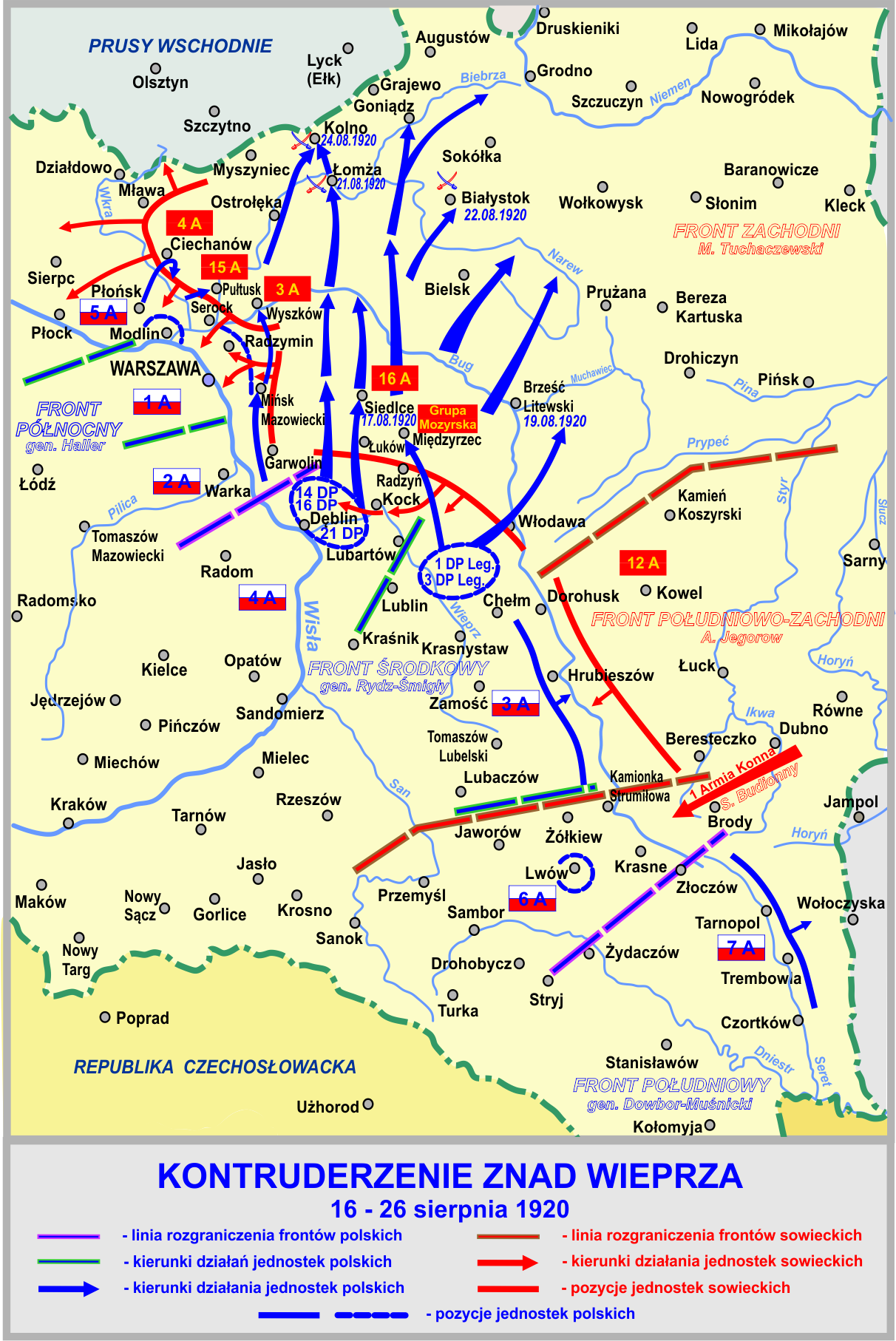
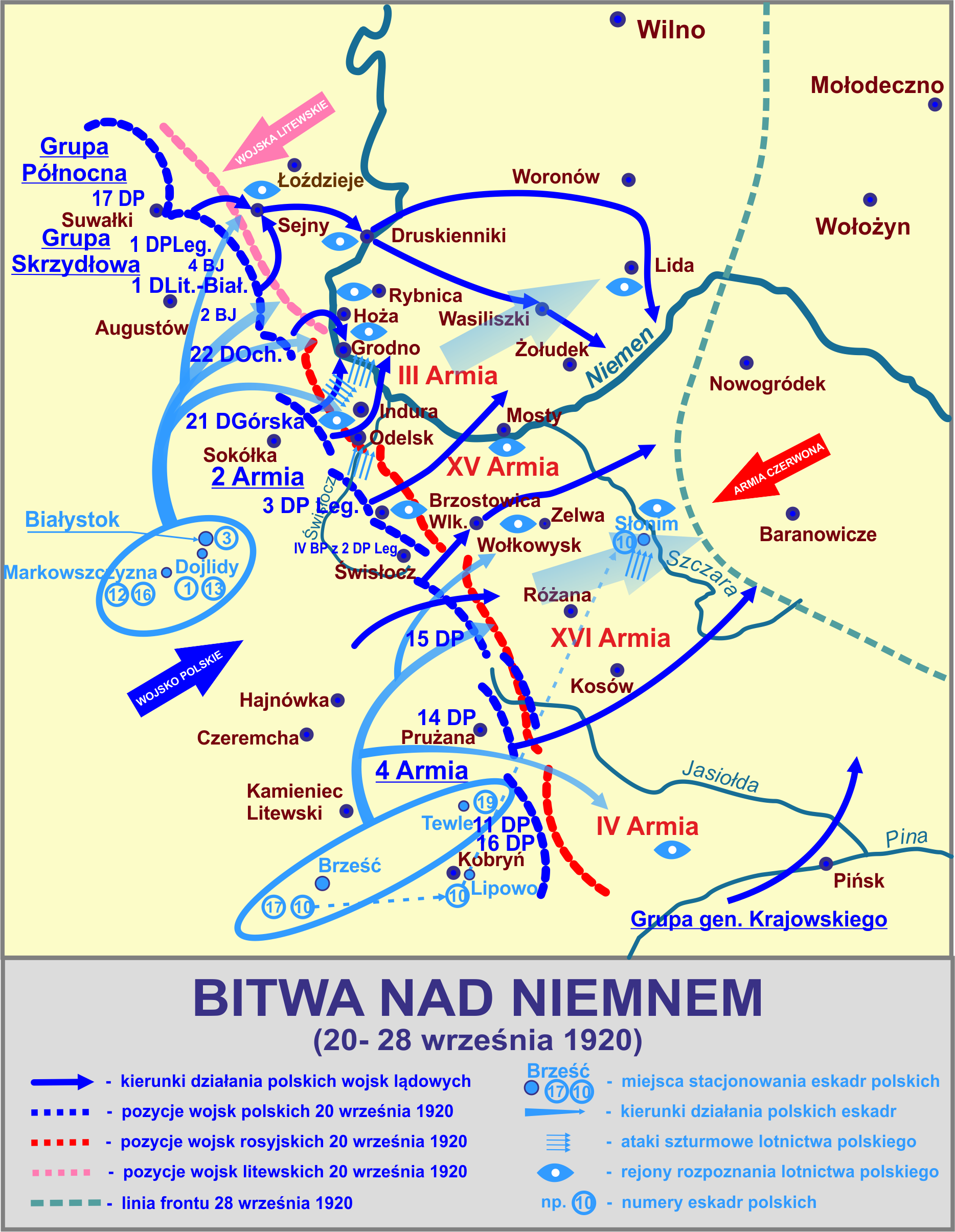
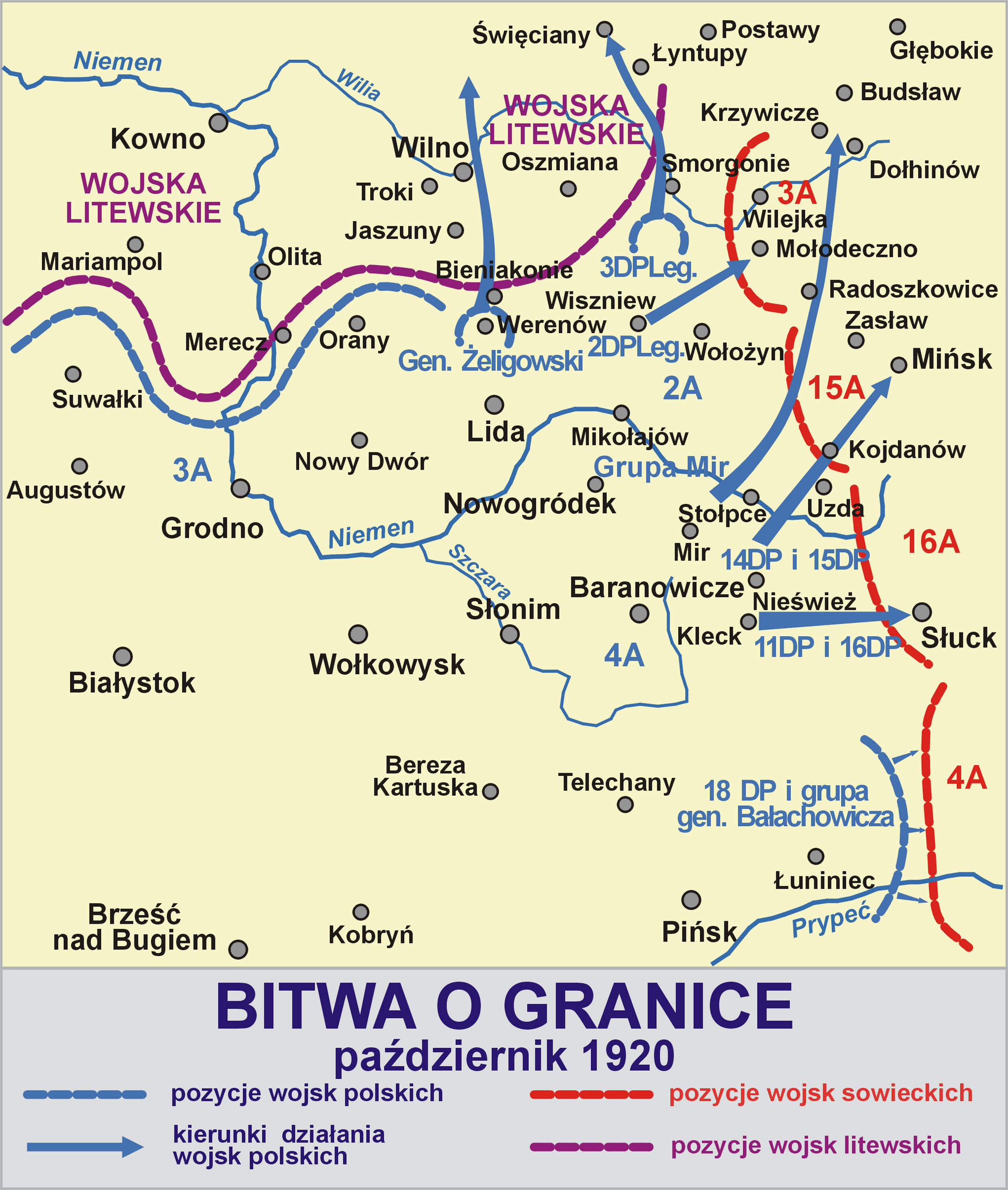

### Kawalerowie Virtuti Militari
| Żołnierze pułku odznaczeni Krzyżem Srebrnym Orderu Wojskowego Virtuti Militari za wojnę 1918–1920 | Żołnierze pułku odznaczeni Krzyżem Srebrnym Orderu Wojskowego Virtuti Militari za wojnę 1918–1920 | Żołnierze pułku odznaczeni Krzyżem Srebrnym Orderu Wojskowego Virtuti Militari za wojnę 1918–1920 |
| ------------------------------------------------------------------------------------------------- | ------------------------------------------------------------------------------------------------- | ------------------------------------------------------------------------------------------------- |
| chor. Alfons Adrjan** nr 4652                                                                     | sierż. Marian Bardoński* nr 2444                                                                  | ppor. Paweł Błaszkowski* nr 2391                                                                  |
| kpt. Ludwik Bociański* nr 1560                                                                    | sierż. Jan Brocki* nr 2479                                                                        | pchor. Wincenty Bryzgalski* nr 2477                                                               |
| ppor. Alojzy Bunk* nr 1914                                                                        | kpt. Bolesław Bronisław Duch* nr 2333                                                             | plut. san. Leon Gracz* nr 2445                                                                    |
| por. Roman Hawranke* nr 2399                                                                      | sierż. Władysław Kosmowski* nr 2450                                                               | sierż. sztab. Franciszek Krakowski** nr 4650                                                      |
| st. szer. Tadeusz Kresimon** nr 4674                                                              | ś.p. sierż. Stanisław Kurowski* nr 2849                                                           | sierż. Józef Kwapisz* nr 5285                                                                     |
| chor. Izydor Kwella* nr 2478                                                                      | ś.p. ppor. Józef Lech* nr 2848                                                                    | sierż. Adam Lubecki** nr 4677                                                                     |
| sierż. Michał Łuczak* nr 1535                                                                     | ś.p. sierż. Józef Łyskowski* nr 2841                                                              | sierż. Leon Magnuszewski nr 4740                                                                  |
| chor. Franciszek Malcherczyk* nr 2448                                                             | sierż. Bolesław Marchlewicz* nr 2480                                                              | ppor. Kazimierz Neumann** nr 4653                                                                 |
| pchor. Artur Ostapowicz* nr 2440                                                                  | ś.p. ppor. Bernard Prabucki* nr 2745                                                              | sierż. Eugeniusz Smardzewski* nr 2437                                                             |
| sierż. Anastazy Stepka* nr 530                                                                    | sierż. Franciszek Świtała* nr 2475                                                                | kpr. Józef Szramka* nr 1863                                                                       |
| por. Rudolf Szturc* nr 2393                                                                       | ppor. Ludwik Urbański* nr 2396                                                                    | st. szer. Szczepan Urbański** nr 4678                                                             |
| ś.p. sierż. Franciszek Ziółkowski* nr 1058                                                        |                                                                                                   |                                                                                                   |

Ponadto 26 oficerów i 66 szeregowych zostało odznaczonych Krzyżem Walecznych.

## Pułk w okresie pokoju

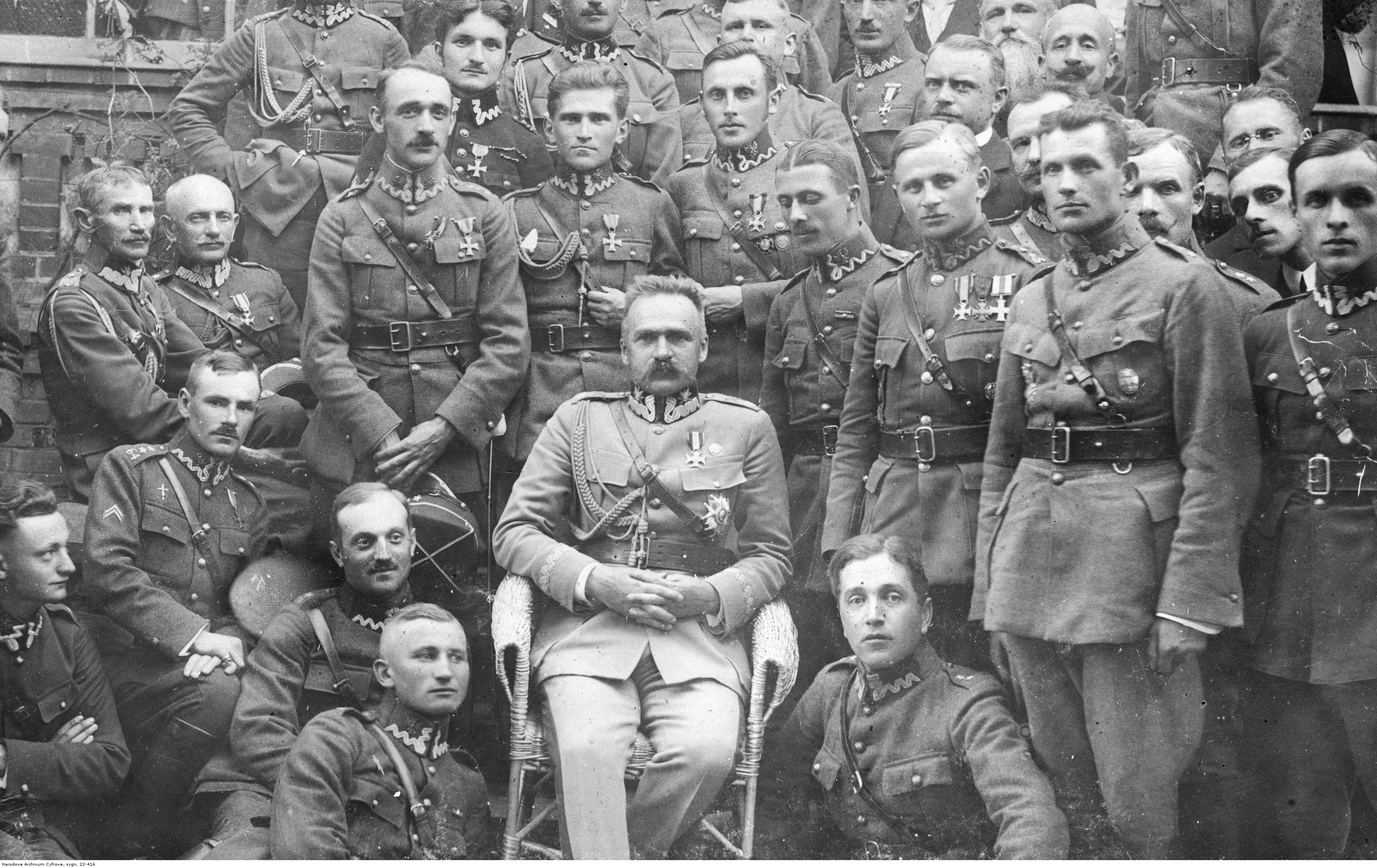
Marszałek Józef Piłsudski w 64 pp

22 listopada 1920, po zakończeniu wojny polsko-bolszewickiej, pułk powrócił do garnizonu Grudziądz na terenie Okręgu Korpusu Nr VIII. Wchodził w skład 16 Dywizji Piechoty.
19 maja 1927 roku minister spraw wojskowych marszałek Polski Józef Piłsudski ustalił i zatwierdził dzień 14 września, jako datę święta pułkowego.
1 lipca 1938 roku Minister Spraw Wojskowych generał dywizji Tadeusz Kasprzycki nadał 64 pułkowi pułkowi nazwę „64 Pomorski Pułk Strzelców Murmańskich”.
Na podstawie rozkazu wykonawczego Ministerstwa Spraw Wojskowych do Departamentu Piechoty o wprowadzeniu organizacji piechoty na stopie pokojowej PS 10-50 z 1930 roku, w Wojsku Polskim wprowadzono trzy typy pułków piechoty. 64 pułk piechoty zaliczony został do typu II pułków piechoty (tzw. wzmocnionych). W każdym roku otrzymywał około 845 rekrutów. Stan osobowy pułku wynosił 68 oficerów oraz 1900 podoficerów i szeregowców. Na czas wojny przewidywany był do pierwszego rzutu mobilizacyjnego. W okresie zimowym posiadał dwa bataliony starszego rocznika i batalion szkolny, w okresie letnim zaś trzy bataliony strzeleckie. Jego stany były wyższe od pułku „normalnego” (typ I) o ok. 400–700 żołnierzy.
| Obsada personalna i struktura organizacyjna w marcu 1939 | Obsada personalna i struktura organizacyjna w marcu 1939 |
| Stanowisko                                               | Stopień, imię i nazwisko                                 |
| Dowództwo                                                | Dowództwo                                                |
| -------------------------------------------------------- | -------------------------------------------------------- |
| dowódca pułku                                            | ppłk dypl. Bolesław Ciechanowski                         |
| I zastępca dowódcy                                       | ppłk Tadeusz Knopp                                       |
| adiutant pułku                                           | kpt. Adam Długosz                                        |
| starszy lekarz                                           | mjr dr Franciszek Gródecki                               |
| młodszy lekarz                                           | ppor. lek. Józef Ruszkowski                              |
| II z-ca dowódcy (kwatermistrz)                           | mjr Ludwik Karaffa-Korbut                                |
| oficer mobilizacyjny                                     | kpt. adm. (piech.) Kazimierz Jan Bazielich               |
| z-ca oficera mobilizacyjnego                             | kpt. adm. (piech.) Zygmunt Sterz                         |
| oficer administracyjno-materiałowy                       | kpt. adm. (piech.) Zygmunt Grząślewicz                   |
| oficer gospodarczy                                       | por. int. Rudolf Wacław Marian Hołdun                    |
| oficer żywnościowy                                       | vacat                                                    |
| oficer taborowy                                          | kpt. tab. Eustachiusz Rokicki                            |
| kapelmistrz                                              | kpt. adm. (kapelm.) Stanisław Szpulecki                  |
| dowódca plutonu łączności                                | por. Aleksander Rafał Ruczka                             |
| dowódca plutonu pionierów                                | por. Stanisław Moder                                     |
| dowódca plutonu artylerii piechoty                       | kpt. Franciszek Orłowicz                                 |
| dowódca plutonu ppanc.                                   | por. Jan Nowakowski                                      |
| dowódca oddziału zwiadu                                  | ppor. Bronisław Jan Murszewski                           |
| I batalion                                               |                                                          |
| dowódca batalionu                                        | mjr Aleksander Rewerowski                                |
| dowódca 1 kompanii                                       | kpt. Józef Bolesław Buczyński                            |
| dowódca plutonu                                          | ppor. Józef Kieraszewicz                                 |
| dowódca 2 kompanii                                       | por. Karol Kobyłko                                       |
| dowódca plutonu                                          | ppor. Eugeniusz Antoni Podgórski                         |
| dowódca plutonu                                          | ppor. Alfons Lamkowski                                   |
| dowódca 3 kompanii                                       | por. Edward Krawczyk                                     |
| dowódca plutonu                                          | por. Antoni Milewski                                     |
| dowódca plutonu                                          | ppor. Mieczysław Marian Żebracki                         |
| dowódca plutonu                                          | ppor. Wacław Laube                                       |
| dowódca 1 kompanii km                                    | mjr Jan Zagłoba-Smoleński                                |
| dowódca plutonu                                          | por. Maksymilian Jarzemski                               |
| dowódca plutonu                                          | por. Włodzimierz Jaszczuk                                |
| dowódca plutonu                                          | ppor. Edward Kosmala                                     |
| II batalion                                              |                                                          |
| dowódca batalionu                                        | mjr Wincenty Zarembski                                   |
| dowódca 4 kompanii                                       | kpt. Mieczysław Lucjan Niemierko                         |
| dowódca plutonu                                          | por. Stanisław Franciszek Kopiec                         |
| dowódca plutonu                                          | ppor. Stanisław Pawluczyk                                |
| dowódca 5 kompanii                                       | p.o. por. Franciszek Kopczyński                          |
| dowódca plutonu                                          | ppor. Zdzisław Feliks Hecold                             |
| dowódca 6 kompanii                                       | kpt. Mikołaj Babenko                                     |
| dowódca plutonu                                          | por. Eligiusz Apolinary Kawczvński                       |
| dowódca plutonu                                          | ppor. Józef Maria Kovář                                  |
| dowódca 2 kompanii km                                    | kpt. Jan Maczuba                                         |
| dowódca plutonu                                          | ppor. Zygmunt Kostrzewski                                |
| III batalion                                             |                                                          |
| dowódca batalionu                                        | mjr Stanisław Henryk Józef Kamiński                      |
| dowódca 7 kompanii                                       | vacat                                                    |
| dowódca plutonu                                          | ppor. Stefan Tymoteusz Załuska                           |
| dowódca 8 kompanii                                       | kpt. Czesław Konarzewski                                 |
| dowódca plutonu                                          | por. Władysław Rutyna                                    |
| dowódca 9 kompanii                                       | kpt. Piotr Przybylski                                    |
| dowódca plutonu                                          | ppor. Czesław Pokusa                                     |
| dowódca 3 kompanii km                                    | kpt. Stanisław VI Stankiewicz                            |
| dowódca plutonu                                          | por. Antoni Czaja                                        |
| na kursie                                                |                                                          |
| na kursie                                                | kpt. Józef II Kossecki                                   |
| na kursie                                                | por. Tadeusz Galler                                      |
| 64 obwód przysposobienia wojskowego „Grudziądz”          |                                                          |
| kmdt obwodowy PW                                         | kpt. adm. (piech.) Henryk Feliks Józef Praski            |
| kmdt miejski PW Grudziądz                                | kpt. piech. Robert Antoni Bałowski                       |
| kmdt powiatowy PW Grudziądz                              | kpt. adm. (piech.) Kosmowski Władysław                   |

## 64 pp w kampanii wrześniowej

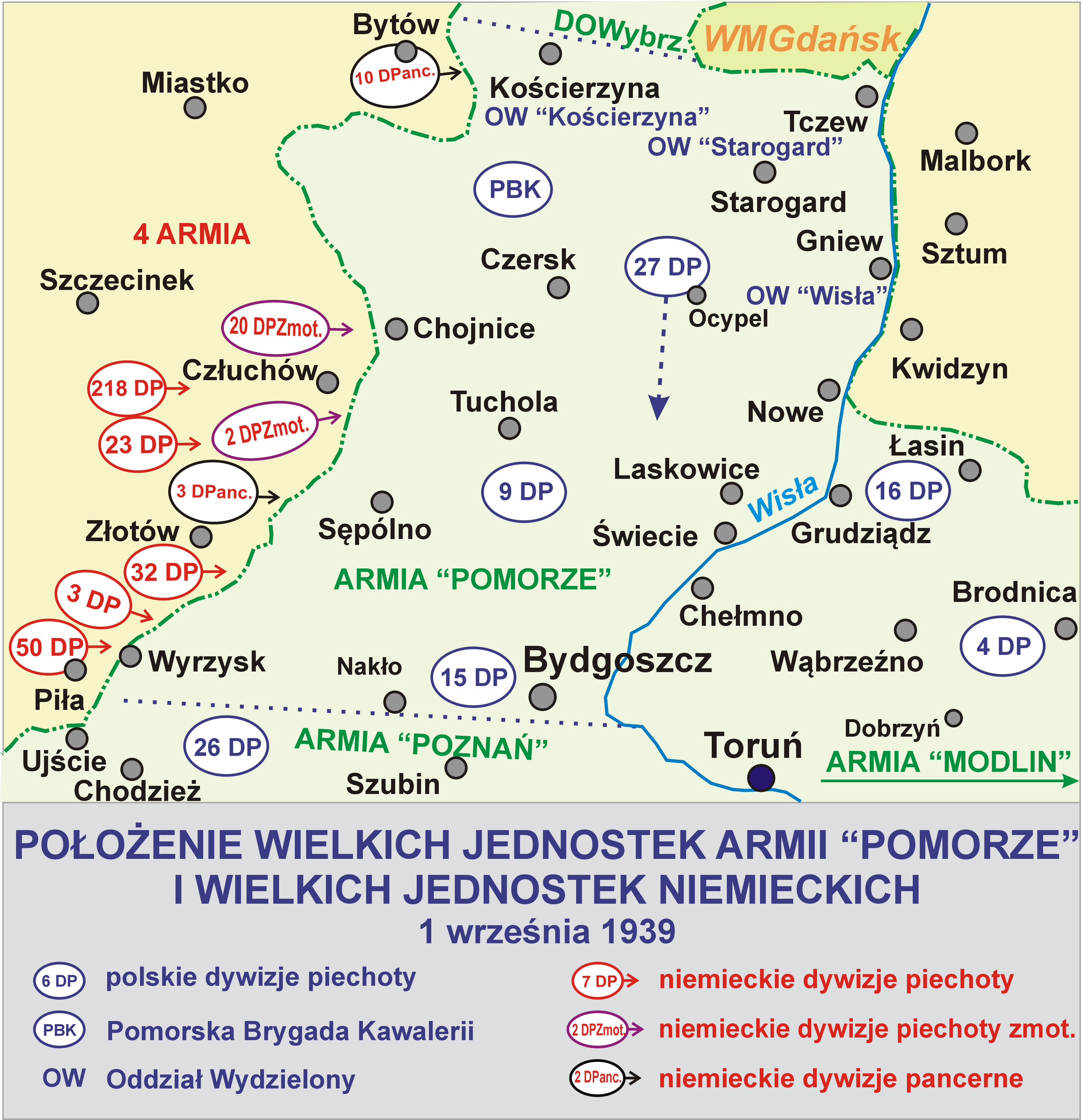
Rejon walk 64 pp.

### Mobilizacja
64 pułk piechoty rozpoczął mobilizację alarmową w grupie niebieskiej rano 24 sierpnia 1939 w Grudziądzu. 64 pp zmobilizował:
- 64 pułk piechoty w organizacji i na etatach wojennych w czasie od A+18 do A+ 36,
- kompanię kolarzy nr 83, w czasie A+40.

W II rzucie mobilizacji powszechnej mobilizował w Radomiu w czasie X+7,
- Ośrodek Zapasowy 16 Dywizji Piechoty[36].

### Działania bojowe pułku

#### Udział w bitwie nad Osą
Po przeprowadzeniu mobilizacji 64 pułk piechoty wymaszerował w rejon Gruty, Jasiewa, Orla i Słupa. W tym rejonie zgrywał pododdziały oraz przystąpił do budowy linii obronnych. Od 29 i 30 sierpnia zajął stanowiska na odcinku "Grupa" broniąc południowego brzegu rzeki Osy, od miejscowości Rogoźno-Zamek do wsi Święte oraz miał zadanie blokować szosę z Prus Wschodnich biegnącej do Gruty i Mełna. I batalion zajął przedmoście na północnym brzegu Osy w oparciu o wzgórza, w tym wzg. 98. III batalion w II rzucie na południowym brzegu Osy, II batalion w odwodzie. W kampanii wrześniowej 1939 walczył w składzie macierzystej 16 Dywizji Piechoty, która z kolei wchodziła w skład Grupy Operacyjnej „Wschód” Armii „Pomorze”. Po przekroczeniu granicy przez oddziały niemieckiej 228 DP wraz z I batalionem 10 pułku pancernego przy wsparciu artylerii, 1 września o godz. 10 wykonały natarcie na I batalion 64 pułku strzelców murmańskich. Niemiecki atak odrzucono niszcząc ogniem armat ppanc. i piechoty 9 czołgów. Następne niemieckie natarcie o godz. 15 zostało ponownie odparte ze stratą 5 czołgów niemieckich. Na lewo od pozycji 64 pułku, niemiecka 21 Dywizja Piechoty z czołgami zdobyła przyczółek na rzece Osa. Dalsze niemieckie natarcie z tego kierunku zostało zatrzymane przez pozostałą część kompanii ppanc. 64 pp i dywizjon I/16 pal zniszczono wspólnie kolejne 9 czołgów wroga. Na niemiecki przyczółek dokonały kontrataku polskie II i III bataliony wypierając wroga ze strefy obronnej pułku. W efekcie tych bojów pododdziały pułku poniosły duże straty osobowe ok. 400 żołnierzy poległych, rannych i zaginionych, w tym aż połowa z I batalionu. Wśród rannych byli dowódca pułku i dowódca II batalionu. 2 września 1939 roku ewakuowano I batalion z brzegu północnego, zajął wraz z II batalionem pozycje obronne od wsi Annowo, poprzez Grutę i wzg. 104. Batalion III wspierał na lewym skrzydle 65 pułk piechoty w walce z niemiecką 21 DP. Pozostałe siły pułku toczyły bój z nacierającą niemiecką 228 DP. W trakcie zaciętych walk siły główne pułku spychane były z linii obrony. III batalion był wyparty w walce z zajmowanych pozycji na lewo od odcinka 64 pomorskiego pułku, w kierunku do głównego ugrupowania jednostki. W walce zaznaczyła się przewaga wroga w artylerii, broni pancernej i w lotnictwie. W godzinach popołudniowych 64 pp wraz z bratnim 66 pp zostały odrzucone za tor kolejowy linii Jabłonowo-Grudziądz w rejonie Mełna. Wykazujący objawy wyczerpania walką 64 pp cofał się coraz bardziej chaotycznie, zostały w porę zluzowane przez pododdziały 4 Dywizja Piechoty. Przeszedł do II rzutu Grupy Operacyjnej "Wschód". Pułk został rozmieszczony na odpoczynek w dworze w Szumiłowie i w majątku Gołębiewko. Z koszar w Grudziądzu przybyły uzupełnienia stanu osobowego oraz zaopatrzenie. 3 września 64 pułk odpoczywał, a w godzinach przedwieczornych zajął obronę w rejonie Osieczek, Jaworze w pobliżu Wąbrzeźna. 

#### Odwrót
Z uwagi na zarządzony odwrót 4/5 września strzelcy murmańscy przemaszerowali przez Golub Dobrzyń i most na Drwęcy do lasów na południe od miasta. Następną noc forsownym marszem pułk przeszedł przez Czernikowo do Osieka. Koleją noc 6/7 września poprzez Bobrowniki 64 pułk osiągnął Włocławek, a po przeprawieniu się po moście przez Wisłę, 7 września po południu doszedł do lasów w okolicach Kowala. Na tym obszarze skoncentrowała się 16 DP. Wraz z nią nocą 7/8 września pułk dotarł do Gostynina i po kolejnym odpoczynku osiągnął Trąbki. Dalej pomaszerował do Żychlina docierając tam 9 września po południu. W tym rejonie po marszach 64 pp zajął obronę frontem na południe, bez styczności z nieprzyjacielem pozostał w obronie także 10 września.  

#### Udział w bitwie nad Bzurą
Nocą 10/11 września pułk wraz macierzystą 16 DP podjął marsz w kierunku Bzury szosą Kutno-Łowicz, ok. godz.11 osiągnął miejscowość Zduny. Rozpoznanie ustaliło, iż Łowicz zajęty jest przez wojska niemieckie. 11 września 1939 r. o 15:00 pułk wsparty ogniem artylerii 16 pułku artylerii lekkiej i 16 dywizjonu artylerii ciężkiej, przystąpił do ataku na Łowicz, przekroczył Bzurę mając w I rzucie natarcia I i II batalion, wspartych ogniem odpowiednio I i II dywizjonów 16 pal. W godzinach wieczornych do walk o miasto wprowadzono II rzutowy III batalion oraz wsparł częścią swych pododdziałów 65 pułk piechoty. Po nocnych walkach z niemieckim 102 pp z 24 DP 64 pp zdobył miasto. Wróg stracił 390 zabitych i 1017 rannych, a także wiele sprzętu, broni i pojazdów. Własne straty to ok. 120 poległych i 190 rannych żołnierzy pułku. Z porzuconych na dworcu w Łowiczu polskich transportów kolejowych uzupełniono wyposażenie, amunicję i żywność. O świcie następnego dnia pułk ruszył w pościg za wrogiem, obsadzając linię Łowicz Poduchowny – las Szwaby – Placencja. 64 pułk piechoty trwał w obronie bez styczności z wrogiem cały dzień 12 września. Nocą 12/13 września pułk wycofano ze zdobytego przedmościa i skierowano do obrony północnego brzegu Bzury, na odcinek od Łowicza do Otulic. Łowicz w godzinach popołudniowych 13 września został zajęty przez oddziały niemieckiej 18 DP. O godz. 8.00 14 września 64 Pomorski pułk strzelców murmańskich przy słabszym wsparciu dwóch dywizjonów armat 16 pal, pod silnym ogniem niemieckiej artylerii ponownie przeprowadził atak na linie obronne wroga w Łowiczu. Pomimo kontrataków wojsk niemieckich pułk w zaciętych walkach przy szalejących pożarach i obracanej w gruzy zabudowie miasta zdobył jego większą część. Dalsze natarcie w ogniu niemieckiej artylerii i broni maszynowej zostało zatrzymane, do walki został wprowadzony bratni 65 pułk piechoty, ale i jego natarcie zostało zatrzymane. Silne kontrataki wojsk niemieckich przy wsparciu artylerii i uzyskana przewaga, po wprowadzeniu do walki czterech pułków piechoty, spychało polskich piechurów w kierunku rynku i rzeki Bzury. Po godz. 21 na rozkaz dowództwa dywizji pomorscy piechurzy wycofali się z miasta, zajmując ponownie obronę na północnym brzegu Bzury na odcinku od Zabostowa do linii kolejowej Łowicz-Kutno. Ze względu na wielkie straty, pułk liczył niespełna 1000 żołnierzy. Od świtu 15 września artyleria niemiecka z XI Korpusu Armijnego i 18 DP prowadziła ostrzał pozycji obronnych pułku, a o godz. 10.00 jeden z niemieckich pułków sforsował rzekę Bzurę i wdarł się w obronę pułku, kontratak na bagnety wyrzucił pododdziały wroga za rzekę. Przez cały dzień nieprzyjaciel ponawiał próby sforsowania rzeki, ale w ogniu polskiej artylerii i broni maszynowej oraz kontrataków strzelców 64 pułku był wypierany za Bzurę. 16 września pułk z Grudziądza w dalszym ciągu bronił powierzonego odcinka będąc ostrzeliwany ogniem broni piechoty, artylerii, czołgów zza Bzury oraz atakowany przez lotnictwo niemieckie. Pułk poniósł dalsze krwawe straty, a także utracił wiele broni i sprzętu. 
Nocą 16/17 września na rozkaz dowództwa 16 DP pułk wycofał się i oderwał od nieprzyjaciela, rano dotarł do wsi i dworu w Czerniewie. W trakcie odpoczynku był atakowany przez lotnictwo wroga. W tym rejonie 17 września stoczył bój z pododdziałem niemieckiego 2 pułku pancernego 1 Dywizji Pancernej, w jego efekcie stracił wszystkie posiadane działka ppanc. większość ckm, poległo 50 żołnierzy, a ok. 50 zostało rannych. Zniszczono 3 czołgi, a niemiecki pododdział wycofał się. Po dalszym marszu pułk dotarł do Kiernozi wraz z resztą 16 DP. W tym rejonie ponownie starł się z pancernym pododdziałem wroga, przeszedł do obrony wraz z resztą dywizji, w dalszym ciągu był atakowany przez lotnictwo nieprzyjaciela. Nocnym marszem na przełaj dotarł nad ranem 18 września do rejonu Iłowa i zajął las Brzeziny, zlikwidowano tabor pułkowy. W godzinach popołudniowych resztki pułku pomaszerowały do rejonu wsi Budy Stare nad Bzurą, z uwagi na całkowite okrążenie wojsk polskich zniszczono kancelarię pułku. W lesie w pobliżu Białej Góry, resztki pułku przystąpiły do ataku w na linie niemieckie broniące kierunku do Puszczy Kampinoskiej. Zgrupowanie 16 DP zostało objęte nawałą artylerii. Większość żołnierzy poległa lub została ranna. Z pozostałych utworzono grupę uderzeniową wspólną dla resztek dywizji, która 19 września szturmem dotarła do Puszczy Kampinoskiej. Tocząc po drodze potyczki do Warszawy doszła tylko grupka 31 żołnierzy z dowódcą dywizji i dowódcą 64 pułku.

### Walki oddziałów II rzutu mobilizacyjnego 64 pp
Oddział Zbierania Nadwyżek 64 pp, wraz z częścią zapasów umundurowania, broni i wyposażenia pod dowództwem mjr. Ludwika Karaffa-Korbut odjechał transportem kolejowym do Ośrodka Zapasowego 16 DP w Radomiu, w dniu 29 sierpnia 1939 roku. Część kadry dowódczej pułku formowała dowództwo OZ 16 DP. W Grudziądzu decyzją dowódcy dywizji wydzielono z OZN 64 pp i pozostawiono dwie kompanie nadwyżkowe przewidziane początkowo do ochrony koszar, a następnie kompanie weszły w skład improwizowanego  batalionu szturmowego 16 DP „Grudziądz”. Kompanie złożone były głównie z żołnierzy rezerwistów, umundurowane w zużyte sorty mundurowe i niekompletną broń z użytku bieżącego. Z uwagi na zagrożenie tego regionu kraju, z powodu przełamania linii obrony Armii „Łódź” i Armii „Kraków”, sformowano w dniu 3 września z zasobów OZ 16 DP pułk zbiorczy pod dowództwem zastępcy dowódcy ośrodka ppłk. Tadeusza Knoppa. Pułk liczył ponad 3 000 żołnierzy. Z kadry i rezerwistów 64 pułku, od 30 sierpnia do 3 września we wsi Stara Wola Gołębiowska sformowano batalion bojowy pod dowództwem mjr. Ludwika Karaffa-Korbut. Batalion otrzymał jako uzupełnienie posiadanej nielicznej broni strzeleckiej nową fabrycznie broń z Fabryki Broni w Radomiu oraz granaty z magazynów innych fabryk. Z rozbitego transportu uzyskano nowe 4 ckm z amunicją. Natomiast umundurowanie było niekompletne lub starych wzorów, które przywieziono ze sobą lub pozyskano z magazynów 72 pp w Radomiu. Brakowało kuchni polowych, taborów, środków łączności. Nadmienić należy, że łącznie z oddziałami nadwyżek wszystkich trzech pułków piechoty 16 DP, na miejscu w Radomiu zmobilizowano ponad 1000 rezerwistów. Łączny stan OZ 16 DP wynosił 518 oficerów i podchorążych i ok. 3800 szeregowych. Pozostała część żołnierzy OZ 16 DP dla której nie wystarczyło broni i mundurów w liczbie około 1 000 żołnierzy pod dowództwem kpt. Zygmunta Sterza i por. Bolesława Firyna, nocą 6/7 września lub 8 września pomaszerowała pieszo do Kowla.      
W okresie organizacji pułku ppłk Tadeusz Knopp z własnej inicjatywy nawiązał kontakt z Główną Składnicą Uzbrojenia nr 2 w Stawach k/Dęblina i uzyskał dla pułku; 24 ckm i 6 armat ppanc. oraz spory zapas amunicji. W dniu 5 września I (64 pp) batalion piechoty, improwizowanego pułku piechoty OZ 16 DP ppłk. Tadeusza Knoppa został przewieziony transportem kolejowym do Skarżyska Kamiennego i zajął obronę w rejonie od Kajetanowa do Klonowa, po lewej stronie szosy Kielce-Skarżysko. Na miejscu budował zawały leśne i inne przeszkody terenowe. Od 6 września batalion toczył walki z podjazdami pancernymi wroga. Następnie batalion walczył z oddziałami niemieckiej 2 Dywizji Lekkiej. Ok. godz.17.00 batalion wykonał kontratak na piechotę zmotoryzowaną 2 DLek., która przełamała obronę kompanii pionierów w rejonie wsi Brzezinki-Barcze. Ponawiane kontrataki załamały się w ogniu niemieckiej broni maszynowej na skraju lasu. W czasie tych walk z batalionu zdezerterowali wszyscy żołnierze narodowości niemieckiej. Po ustaniu walk pododdziały batalionu zbierały się do świtu 7 września w lesie, za swoimi wcześniejszymi liniami obrony. Od batalionu odłączyła się ok. 100 osobowa grupa pod dowództwem sierż. pchor. M. Lutomierskiego wycofała się samotnie w kierunku Wisły i przez Puławy do Lublina. 7 września batalion mjr. Ludwika Karaffa-Korbuta wykonał marsz w kierunku Suchedniowa został skierowany do odwodu Podgrupy „Radom” ppłk dypl. B. Kowalczewskiego zajmując las w pobliżu miejscowości Ostojów. Pozostające w I linii obrony oddziały polskie załamały ok. godz. 15.00 natarcie 2 DLek., na rozkaz ppłk. Bronisława Kowalczewskiego batalion 64 pp wykonał kontratak odrzucając na pozycje wyjściowe oddziały niemieckie. Ponowne niemieckie natarcie o godz. 16. 30 zostało zatrzymane, a kompania z batalionu 64 pp wykonała kolejny kontratak ze wsparciem artyleryjskim baterii 2/12 pal i 7/55 pal, zaskakując i odrzucając ponownie natarcie niemieckie. Na rozkaz gen. bryg. G. Paszkiewicza podgrupa ppłk Kowalczewskiego wraz z batalionem mjr. Ludwika Karaffa-Korbuta wycofała się za rzekę Kamienną w rejon miejscowości Parszów, pozostawiając jako osłonę odwrotu elementy kompanii ckm. Nocą 7/8 września resztki pułku ppłk Knoppa wykonały marsz nocny z Parszowa do lasów w rejonie Ostrożanki w trakcie tego marszu dywersanci zastrzelili jednego oficera i ciężko ranili dowódcę batalionu mjr. Ludwika Karaffa-Korbuta, który wkrótce zmarł. 8 września z resztek pułku OZ 16 DP utworzono batalion zbiorczy. Batalion zbiorczy ppłk. Tadeusza Knoppa stoczył potyczki z jednostkami 2 DLek. w rejonie leśnictwa Jasieniec. Nocą 8/9 września batalion podjął marsz w kierunku Iłży. W rejonie wsi Stare Maziarze poruszający się na czele kolumny 12 DP batalion związał się walką z zagradzającymi drogę oddziałami niemieckimi, w trakcie walk nocnych do świtu strzelcy z Pomorza wystrzelali całą amunicję. O świcie 9 września batalion rozproszył się i przestał istnieć jako zwarta jednostka.     
Obsada batalionu bojowego I (64 pp) w składzie improwizowanego pułku OZ 16 DP
- dowódca batalionu - mjr Ludwik Karaffa-Korbut
- adiutant batalionu - ppor. rez. Konrad Jarzyński
- dowódca 1 kompanii strzeleckiej - ppor. Alfons Lamkowski
- dowódca 2 kompanii strzeleckiej - ppor. rez. Murszewski
- dowódca 3 kompanii strzeleckiej - por. Antoni Milewski
- dowódca kompanii ckm - por. Antoni Czaja
  - zastępca dowódcy kompanii ckm - por. rez. Zdzisław Grzeszczak[52]
- dowódca kompanii pionierów - por. rez. Mieczysław Dubieszko
- dowódca plutonu ppanc. - st. sierż. Grabowski

Za kampanię został odznaczony Krzyżem Srebrnym Orderu Virtuti Militari nr 13278.
| Struktura organizacyjna i obsada personalna we wrześniu 1939 | Struktura organizacyjna i obsada personalna we wrześniu 1939 |
| Stanowisko                                                   | Stopień, imię i nazwisko                                     |
| Dowództwo                                                    | Dowództwo                                                    |
| ------------------------------------------------------------ | ------------------------------------------------------------ |
| dowódca pułku                                                | ppłk dypl. Bolesław Ciechanowski 1 IX 1939 ranny             |
| dowódca pułku                                                | mjr Aleksander Rewerowski                                    |
| I adiutant                                                   | kpt. Stanisław Stankiewicz                                   |
| II adiutant                                                  | kpt. Adam Długosz                                            |
| oficer informacyjny                                          | kpt. Mieczysław Lucjan Niemirko                              |
| oficer łączności                                             | por. Aleksander Rafał Ruczko                                 |
| kwatermistrz                                                 | kpt. Franciszek Orłowicz                                     |
| oficer płatnik–                                              | por. Hołdan                                                  |
| oficer żywnościowy                                           | chor. Adam Cichaczewski                                      |
| naczelny lekarz                                              | mjr dr Franciszek Grodecki                                   |
| I batalion                                                   |                                                              |
| dowódca I batalionu                                          | mjr Aleksander Rewerowski                                    |
| dowódca I batalionu                                          | kpt. Mikołaj Babenko                                         |
| adiutant batalionu                                           | ppor. Józef Kieraszkiewicz                                   |
| dowódca 1 kompanii strzeleckiej                              | kpt. Mikołaj Babenko                                         |
| dowódca 2 kompanii strzeleckiej                              | por. Karol Kobyłko                                           |
| dowódca 3 kompanii strzeleckiej                              | por. Edward Krawczyk                                         |
| dowódca 1 kompanii ckm                                       | por. Włodzimierz Jaszczuk                                    |
| II batalion                                                  |                                                              |
| dowódca II batalionu                                         | mjr Tadeusz Dąbrowski                                        |
| adiutant batalionu                                           | ppor. Witold Bielicki                                        |
| dowódca 4 kompanii strzeleckiej                              | ppor. rez. Paweł Marcin Wróblewski                           |
| dowódca 5 kompanii strzeleckiej                              | por. Eligiusz Apolinary Kawczyński                           |
| dowódca 6 kompanii strzeleckiej                              | por. Władysław Rutyna                                        |
| dowódca 2 kompanii ckm                                       | ppor. Tomasz Goryński                                        |
| III batalion                                                 |                                                              |
| dowódca III batalionu                                        | mjr Stanisław Henryk Józef Kamiński                          |
| dowódca 7 kompanii strzeleckiej                              | kpt. Józef Kremky                                            |
| dowódca 8 kompanii strzeleckiej                              | kpt. Tadeusz Miedzianowski                                   |
| dowódca 9 kompanii strzeleckiej                              | por. Aleksander Semrau                                       |
| dowódca 3 kompanii ckm                                       | por. Stefan Jaszewski                                        |
| Pododdziały specjalne                                        |                                                              |
| dowódca kompanii przeciwpancernej                            | por. Jan Nowakowski                                          |
| dowódca plutonu artylerii piechoty                           | kpt. Czesław Konarzewski                                     |
| dowódca plutonu łączności                                    | NN                                                           |
| dowódca kompanii zwiadu                                      | por. Stanisław Franciszek Kopeć                              |
| dowódca plutonu pionierów                                    | por. Stanisław Mader                                         |
| dowódca plutonu przeciwgazowego                              | por. Alojzy Kuta                                             |

## Symbole pułku
Sztandar

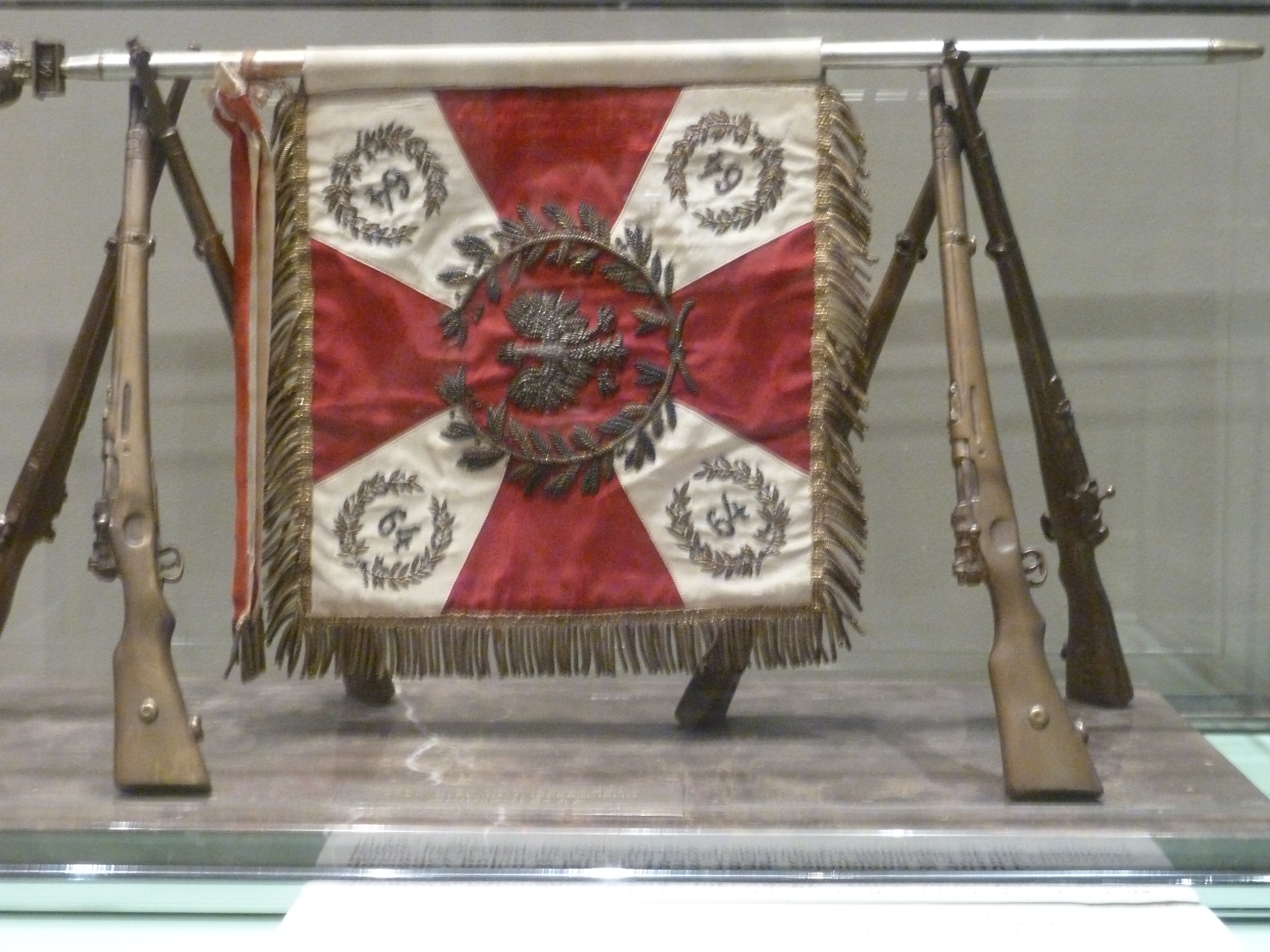
Miniatura sztandaru 64 Pomorskiego Pułku Piechoty Strzelców Murmańskich w Muzeum Wojska Polskiego w Warszawie

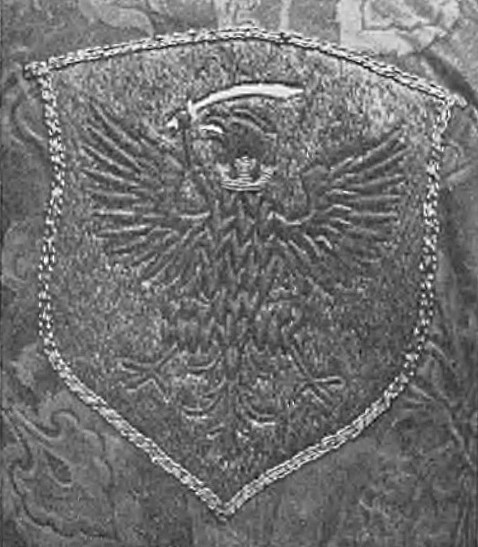
Odznaka 64 pułku piechoty noszona na ramieniu

W niedzielę 22 września 1929 roku, w Grudziądzu, w ramach obchodów X-lecia 16 Pomorskiej DP, gen. dyw. Mieczysław Norwid-Neugebauer wręczył dowódcy pułku chorągiew ufundowaną przez społeczeństwo miasta Grudziądza oraz powiatów: grudziądzkiego i świeckiego. Chorągiew wykonana została zgodnie z wzorem określonym w Ustawie z dnia 1 sierpnia 1919 roku o godle i barwach Rzeczypospolitej Polskiej, a 5 listopada 1929 roku Prezydent RP Ignacy Mościcki zatwierdził wzór lewej strony płachty chorągwi 64 pp. Od 28 stycznia 1938 roku chorągiew pułkowa zaczęła być oficjalnie nazywana sztandarem.
Odznaka pamiątkowa
Zatwierdzona Dz. Rozk. MSWojsk. nr 15, poz. 177 z 6 czerwca 1928 roku. Odznaka ma kształt krzyża maltańskiego, którego ramiona pokryte są białą emalią. W centrum nałożony jest czerwony orzeł malborski. Znad prawego skrzydła wznosi się ramię dzierżące miecz – herb dawnego województwa malborskiego. Między ramionami krzyża cztery promienie zakończone kulkami. Oficerska – dwuczęściowa, wykonana w srebrze, złocona i emaliowana. Wymiary: 36x36 mm. Wykonanie: Wiktor Gontarczyk – Warszawa.

## Strzelcy murmańscy
| Dowódcy pułku                                       | Dowódcy pułku           | Dowódcy pułku          |
| Stopień imię i nazwisko                             | Okres pełnienia służby  | Kolejne stanowisko     |
| --------------------------------------------------- | ----------------------- | ---------------------- |
| kpt. Ludwik Bociański                               | 21 VII 1919 − 28 X 1921 |                        |
| ppłk/płk Franciszek Kristinus                       | od X 1921               |                        |
| ppłk SG Bohdan Hulewicz                             | 1926 −1928              |                        |
| płk Albin Skroczyński                               | II 1928 − 1936          |                        |
| ppłk dypl. piech. dr Ignacy Izdebski                | 1936 − 1937             |                        |
| ppłk dypl. piech. Bolesław Ciechanowski             | 1938 − 1 IX 1939        | ranny                  |
| mjr piech. Aleksander Rewerowski                    | 1 − 22 IX 1939          | niemiecka niewola      |
| Zastępcy dowódcy pułku (od 1938 I zastępca dowódcy) |                         |                        |
| ppłk piech. Aleksander Naganowski                   | 1921 – VII 1922         | zastępca dowódcy 65 pp |
| ppłk piech. Alfred Jan Antoni Vogel                 | VII 1922 – 1924         |                        |
| ppłk piech. Tomasz Mazurkiewicz                     | 22 V 1925 − 29 XI 1927  | dowódca 68 pp          |
| ppłk piech. Karol Matzenauer                        | 26 IV 1928 − 1930       | komendant miasta Toruń |
| ppłk dypl. piech. Franciszek Tomsa-Zapolski         | IX 1931 − IX 1932       | Sztab Główny           |
| ppłk dypl. piech. dr Ignacy Izdebski                | IX 1932 − 1936          | dowódca pułku          |
| ppłk dypl. piech. Marian Zdon                       | 1936 – 1937             |                        |
| ppłk piech. Tadeusz Knopp                           | IV 1938 − 1939          |                        |
| mjr piech. Ludwik Karaffa-Korbut (II zastępca)      | do 1939                 |                        |

### Żołnierze 64 pułku piechoty – ofiary zbrodni katyńskiej
Biogramy ofiar zbrodni katyńskiej znajdują się między innymi w bazach udostępnionych przez Ministerstwo Kultury i Dziedzictwa Narodowego oraz Muzeum Katyńskie.
| Nazwisko i imię             | stopień            | zawód             | miejsce pracy przed mobilizacją                    | zamordowany |
| --------------------------- | ------------------ | ----------------- | -------------------------------------------------- | ----------- |
| Arentowicz Kazimierz Henryk | ppor. rez.         | nauczyciel        | Szkoła Powszechna nr 8 w Grudziądzu                | Charków     |
| Budzyński Bolesław          | ppor. rez.         | nauczyciel        | szkoła w Książu k. Śremu                           | Charków     |
| Charków Piotr Jan           | ppor. rez.         | nauczyciel        | szkoła w Przychodźcu                               | Katyń       |
| Chojnacki Stanisław         | por. rez           |                   |                                                    | ULK         |
| Ciechanowski Bolesław       | ppłk dypl.         | żołnierz zawodowy | dowódca 64 pp                                      | BLK         |
| Czecholiński Feliks         | ppor. rez.         | technik maszynowy |                                                    | Charków     |
| Czerski Wojciech            | ppor. rez.         | marynarz          | m/s „Lewant”                                       | Charków     |
| Dąbrowski Tadeusz           | major              | żołnierz zawodowy | dca Kursu podchorążych15 DP; dowódca II/64 pp (IX) | Charków     |
| Janiak Antoni               | podporucznik       | żołnierz zawodowy | ?                                                  | Charków     |
| Kilian Józef                | ppor. rez.         | prawnik, mgr      |                                                    | Charków     |
| Kozakiewicz Józef           | ppor. rez.         | nauczyciel        | kier. Szkoły w Jarcewie                            | Katyń       |
| Letniański-Łypa Włodzimierz | ppor. rez.         | prawnik           | praktyka w Sandomierzu                             | Katyń       |
| Lewandowski Włodzimierz     | ppor. rez.         | historyk, dr      | (e)                                                | Charków     |
| Lubański Karol Antoni       | sierż. pchor. rez. |                   |                                                    | Charków     |
| Patenkiewicz Adam           | ppor. rez.         | nauczyciel        | szkoła w Legbądzie                                 | Katyń       |
| Pietrzykowski Stanisław     | ppor. rez.         | nauczyciel        | Szkoła Powszechna w Czersku                        | Katyń       |
| Piotrowicz Michał           | por. rez.          | buchalter         | Fabryka „Unia” w Grudziądzu                        | Katyń       |
| Szul Edward Aleksander      | ppor. rez.         | absolwent WSH     | urząd skarbowy                                     | Katyń       |
| Tuchlin Leonard             | ppor. rez.         | nauczyciel        | Rada Portu w Gdyni                                 | Katyń       |
| Tylewicz Jan                | ppor. rez.         | nauczyciel        | szkoła zawodowa w Grudziądzu                       | Katyń       |

## Upamiętnienie
Tradycje pułku kultywowała po wojnie 16 Pomorsko-Warmińska Brygada Zmechanizowana im. Hetmana Wielkiego Koronnego Stanisława Koniecpolskiego, rozwiązana z końcem 2008 r.